# Corb cu gât alb
Corbul cu gât alb (Corvus albicollis) este o specie de corb originară din estul și sudul Africii. Este ceva mai mic (50-54 cm în lungime) decât corbul comun sau decât ruda sa cea mai apropiată, corbul cu cioc gros C. crassirostris.

## Descriere

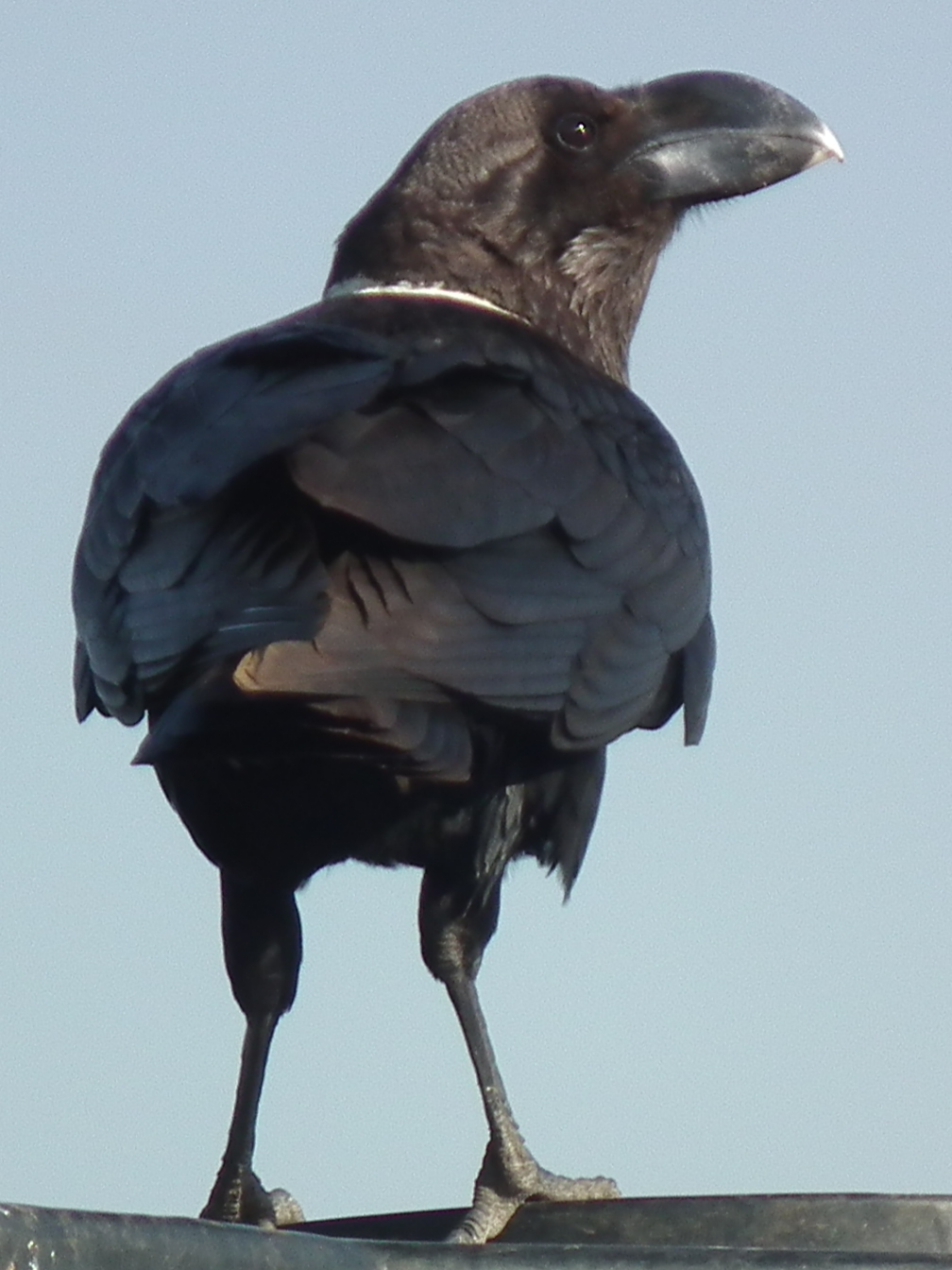
Corvus albicollis

Corbul cu gât alb are un cioc puternic, curbat și o pată albă contrastantă la spatele capului. Lungimea corpului este de 50-56 cm, masculii fiind puțin mai mari decât femelele. Dimorfismul sexual nu este evident. Lungimea aripilor masculilor este de 357-434 mm, lungimea cozii 170-194 mm, lungimea ciocului 65-70 mm, lungimea tarsului 74-80 mm. Lungimea aripilor femelelor 358-420 mm, lungimea cozii 148-182 mm, lungimea ciocului 62-67 mm, lungimea tarsului 70-77 mm. La ambele sexe, ciocul are lățimea de 30-35 mm, creasta supraclaviculei este înaltă și curbată.
Penajul capului, gâtului, pieptului și abdomenului este aproape în întregime brun-negru cu o tentă purpurie. Penele gâtului și ale pieptului, ușor alungite, au o margine bine marcată între ele. Pe ceafă se dezvoltă un guler larg de pene albe, care contrastează cu restul părții superioare a corpului, de culoare neagră-maronie. Restul penajului corpului este negru intens, ca antracitul, cu o nuanță verzuie subtilă. Cu timpul, penajul se estompează și devine mai maro, la fel ca penajul capului. Irisul este maro închis, iar picioarele sunt negre. Ciocul este, de asemenea, predominant negru, cu un apex curbat alb sau gălbui.

## Comportament
Specia este omnivoră, hrănindu-se atât cu materii vegetale, cât și animale. A fost văzut lăsând să cadă o broască țestoasă de la înălțime pe un sol dur, de preferință pe pietre, și apoi coborând în picaj pentru a o mânca sau chiar ridicând-o din nou dacă nu este suficient de ruptă. De asemenea, corbii cu gât alb mănâncă cu ușurință resturi de la animalele ucise pe șosea. Fructele, cerealele, insectele, reptilele mici, alunele și mâncarea umană sunt, de asemenea, consumate cu ușurință, iar pasărea se hrănește în curți și grădini destul de deschis. Ca toate sau majoritatea speciilor de corbi, corbii cu gât alb formează stoluri după ce își părăsesc părinții și, odată ajunși la maturitate, se împerechează și formează teritorii. Se întâlnesc adesea în compania altor gunoieri precum găile sau vulturii.
Cuiburile sunt boluri din bețe căptușite cu iarbă, păr și lână, construite în principal pe marginea stâncilor, dar ocazional se găsesc și în copaci. De obicei, sunt depuse 3-5 ouă.

## Galerie

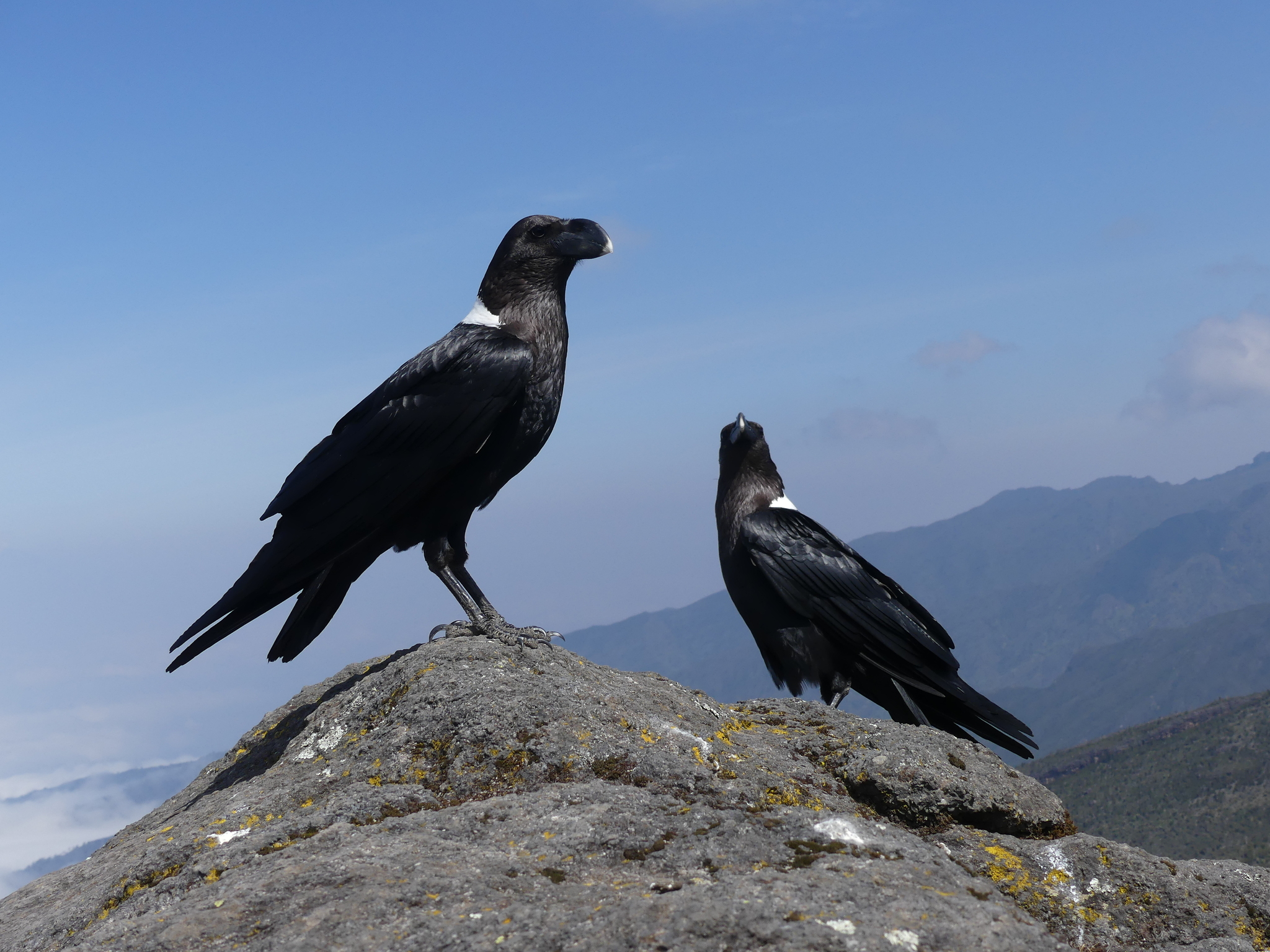
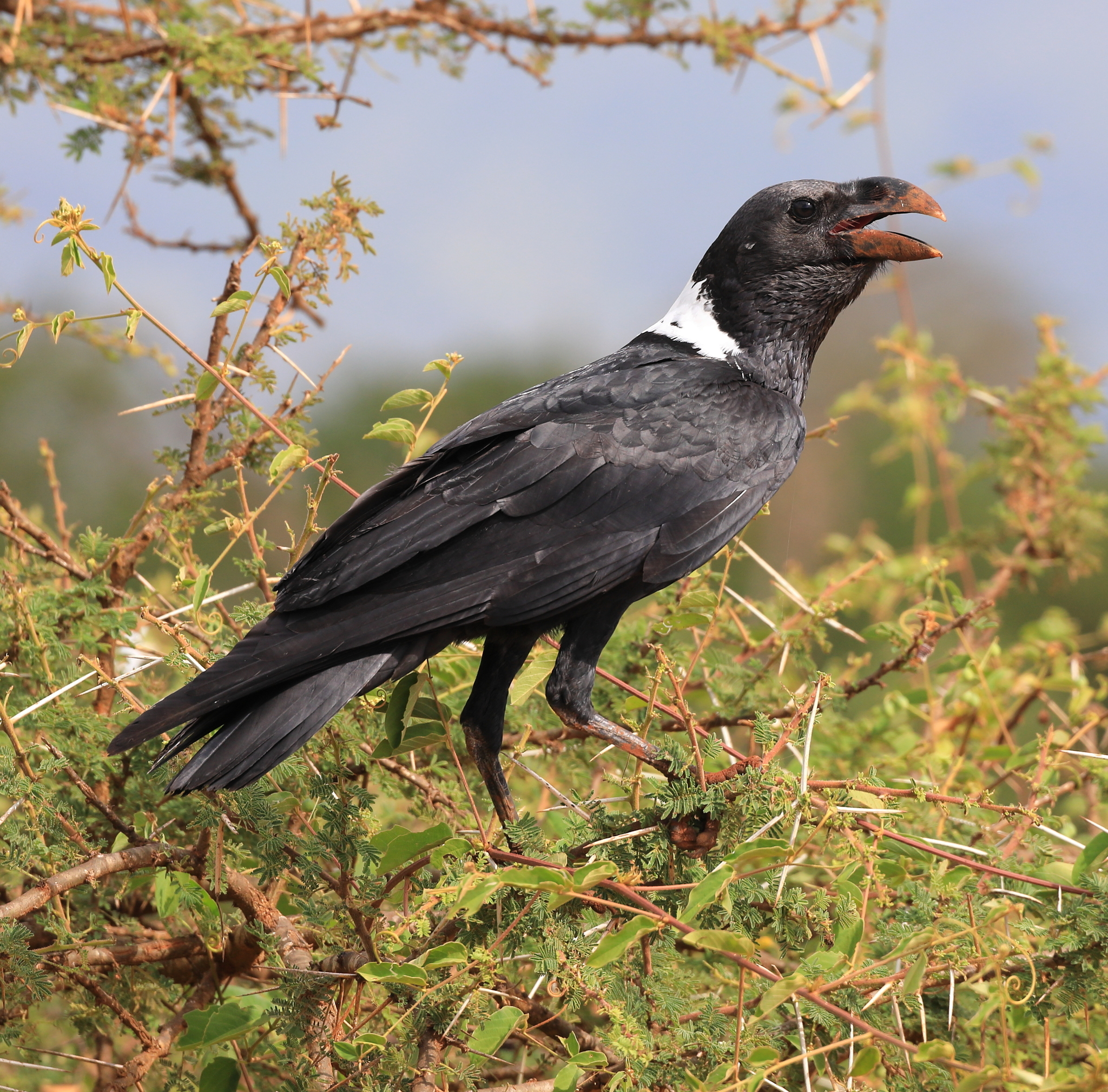
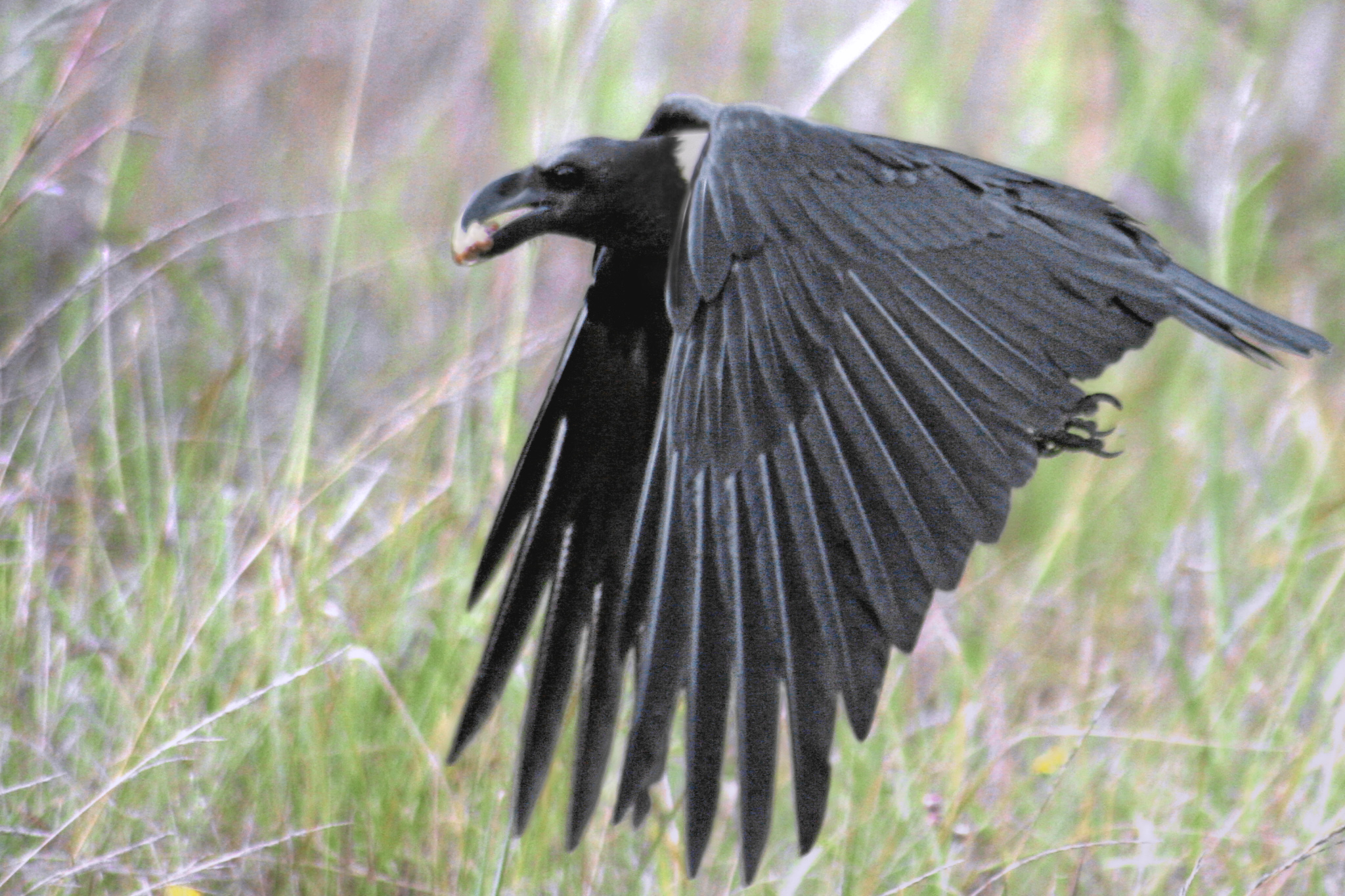
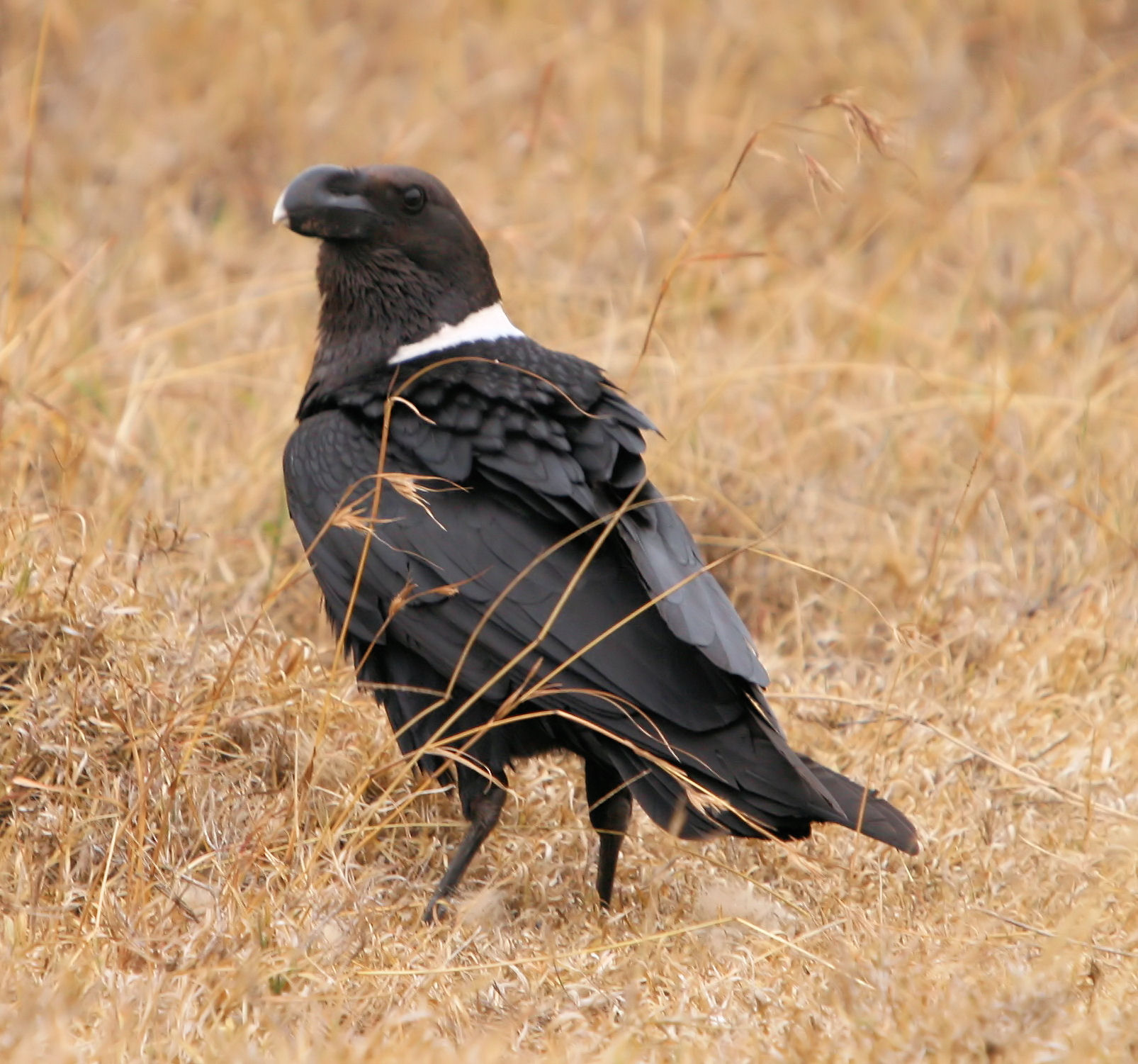